# 껌 람

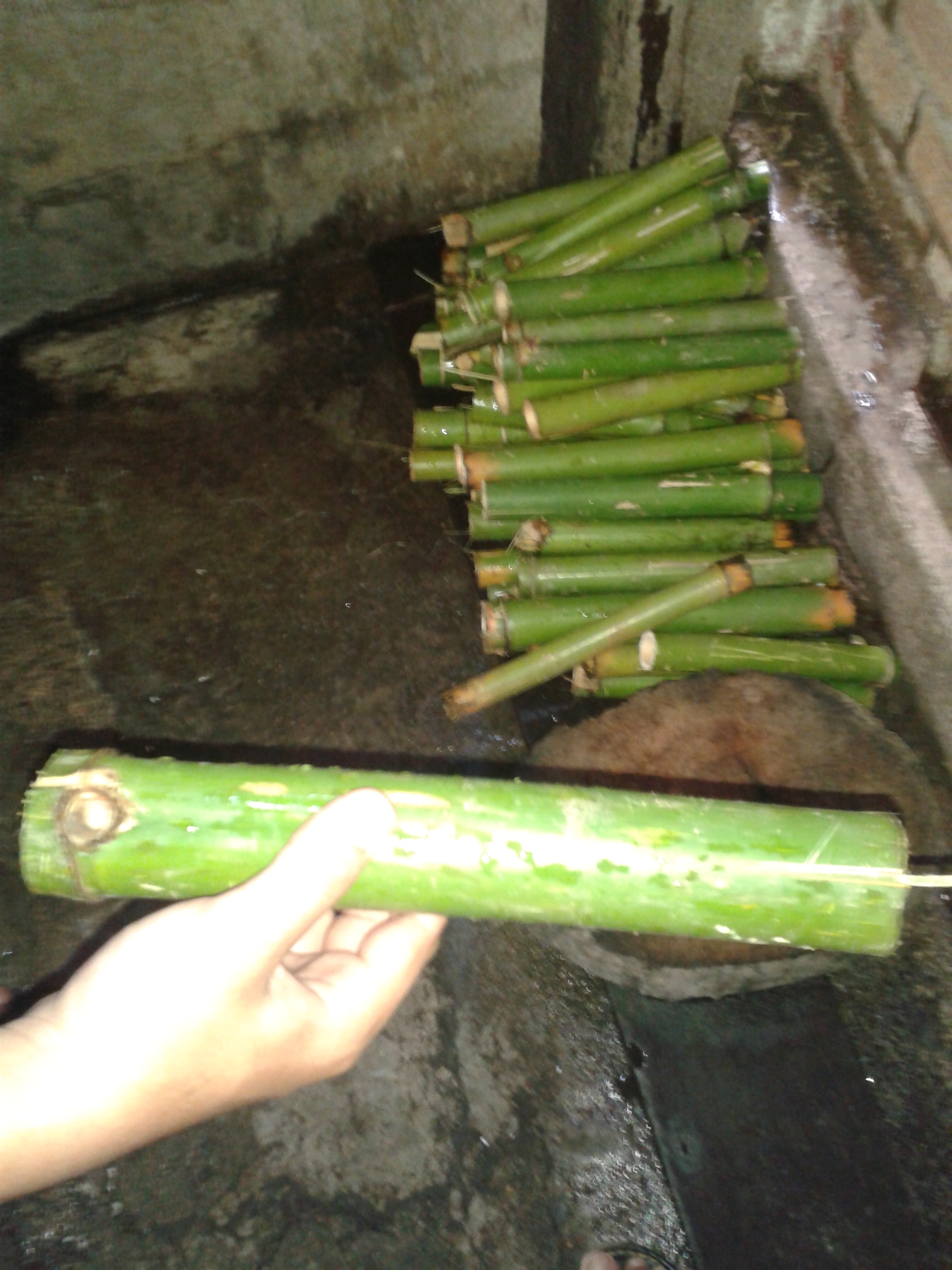
껌 람

껌 람(베트남어: cơm lam)은 베트남의 쌀 요리이다. 대나무 통에 넣어 지은 찹쌀밥으로, 베트남 북부 산지의 따이족을 비롯한 소수민족들이 먹는 음식이다. 불린 찹쌀을 대나무 통에 넣고, 소금으로 간을 하여 직화구이한다. 때로 코코넛밀크나 녹두를 넣기도 한다. 굽기 전에 대나무 통은 밀봉해서 바나나 잎으로 싼다. 보통 구운 고기(특히 닭고기)와 함께 먹는다.

## 사진

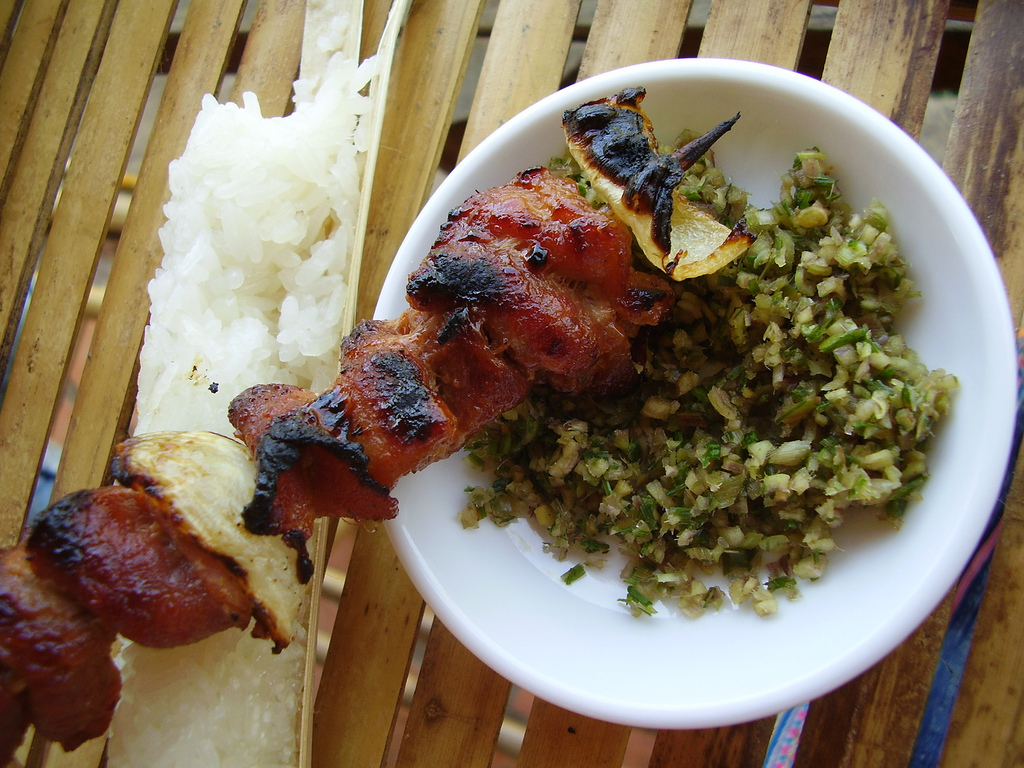
껌 람과 레몬그래스 소금, 돼지고기 꼬치
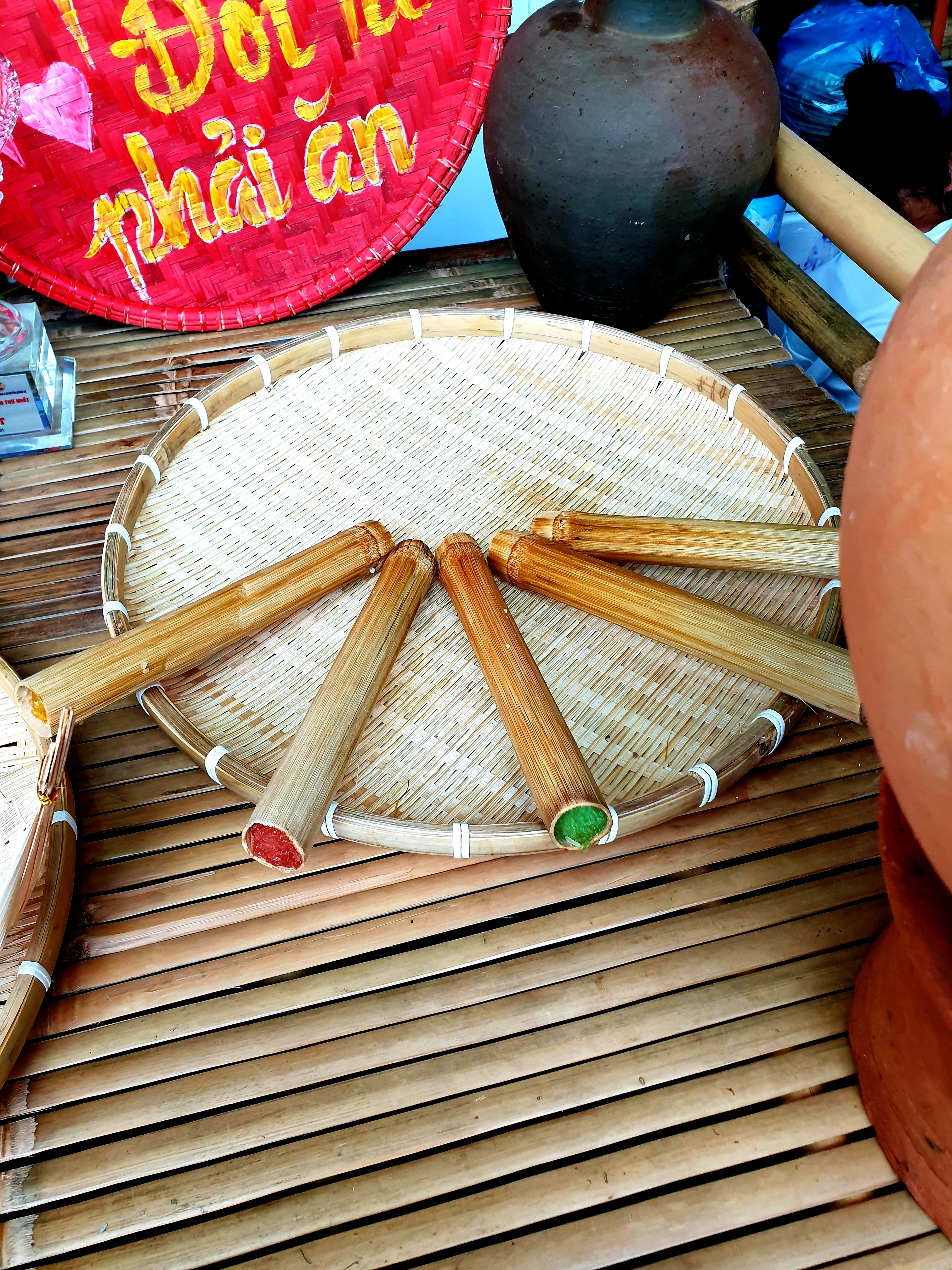
껌 람

## 같이 보기
- 끄랄란
- 르망
- 대통밥
- 숭아 피타
- 카오 람